# TSF Jazz
TSF Jazz, precedentemente nota come TSF 89.9, è una stazione radio francese con sede a Parigi, fondata nel 1999 e di proprietà della Nova Press. 
TSF è dedicata principalmente alla musica jazz, e trasmette soprattutto nell'Île-de-France: a Parigi su 89.9 FM dove può essere ascoltata quasi nell'intera regione, e anche nella Costa Azzurra: con frequenze a Nizza e Cannes. Durante l'estate,non è difficile captarla nel nord Sardegna, via propagazione troposferica.
TSF, l'acronimo della stazione, sta per Télégraphie Sans Fil e significa letteralmente Telegrafia Senza Fili, locuzione che durante parte del ventesimo secolo in Francia, significava quella che ora è chiamata semplicemente radio.

## Storia

### TSF
Nel 1981, TSF Jazz fu creata originariamente a Seine-Saint-Denis come una stazione di intrattenimento, sport, musica e informazione locale, poi fondata come « TSF-93 » da membri eletti del Partito Socialista e del Partito Comunista Francese, e trasmessa da Romainville.
Nel 1990, la radio si fonde con le stazioni radio comuniste di tutti i dipartimenti dell'Île-de-France compresa TSF Paris: Radio Top Essonne, 92 Radio, Radio Soleil 94 e TSF Colline 95, per rinominare tutte quelle stazioni semplicemente « TSF » 
Dal 1993, TSF riunisce parecchie stazioni radio locali francesi: Forum 91,3 a Bordeaux, Agora FM a Grasse, Loire FM da Saint-Étienne e altre quattro stazioni locali note come « TSF » a Cognac, Lione, Nérac e Nizza in aggiunta a TSF Parigi. TSF cambia poi la sua frequenza parigina da 93.0 FM a 89.9, che è quella sulla quale TSF Jazz sta ancora trasmettendo a Parigi.
Nel 1995, quattro nuove stazioni cominciano a trasmettere alcuni dei suoi programmi (compresi i notiziari): su Radio Calaisis da Calais, Actuel da Le Havre, Chalette da Montargis e Radio Quinquin da Saint-Omer.
Nel 1996, TSF è al suo picco con tre nuove stazioni: TSF Jordanne (dipartimento del Cantal), TSF Isère da Grenoble e TSF Aravis da Ugine. La rete radiofonica TSF in questo momento trasmette su diciannove frequenze in tutta la Francia.
Nel 1997, la stazione radio comunista riduce le sue attività, cessando di trasmettere nelle stazioni radio locali di Bordeaux, Lione, Nérac, Nizza, Le Havre, Saint-Omer e Grenoble. Le altre stazioni Agora, Loire FM, Calaisis, Radio Chalette e Radio Jordanne tornano così ad essere completamente indipendenti, pur conservando lo spirito di TSF.
Nel 1998, anche TSF Cognac e TSF Aravis cessano di trasmettere.
Nel 1999, dopo il declino della stazione radio parigina, si parla di un'acquisizione da parte di Fréquence Jazz, ma alla fine TSF tenta di continuare a trasmettere cambiando completamente il suo formato trasformandosi in una radio dedicata alla musica Jazz sotto il nome di « TSF Jazz ». I proprietari falliscono però nel tentativo.

### Riscatto da parte della Nova Press
Nell'agosto 1999, la Nova Press riscatta la stazione radio dopo il fallimento della vecchia gestione per incorporarla nel gruppo. Dai loro uffici di Faubourg (Parigi), i proprietari del gruppo, Jean-François Bizot e Frank Ténot, decidono così di comprare la vecchia stazione TSF, per poi rinominarla con riferimento alla sua frequenza parigina: « TSF 89.9 » e farne la stazione radio Jazz & Info di Parigi e dell'Ile-de-F,rance. I presentatori della stazione TSF dal canto loro non esitano ad attraversare la porta che separa le due stazioni di TSF 89,9 e Radio Nova (l'altra emittente radiofonica del gruppo), per ospitare alcuni programmi di Radio Nova, che suona anche jazz insieme a vari generi.

### TSF Jazz
Nel settembre 2008 la stazione annuncia il ritorno al precedente nome di « TSF Jazz » (senza riferimento alla frequenza parigina 89.9) e adotta un logo molto più semplice con un nuovo motto, con l'obiettivo di coprire la Francia su scala nazionale.
Il 4 dicembre 2008, TSF Jazz inizia a trasmettere sulla sua settima frequenza a Laval dove circa 100.000 persone nell'area riescono a ricevere la stazione.
Il 26 maggio 2009, il CSA seleziona l'emittente radiofonica per trasmettere digitalmente a Marsiglia, Nizza e Parigi; nello stesso anno TSF Jazz celebra anche i suoi 10 anni di esistenza.
Nel 2011, TSF Jazz insieme a Radio Nova lascia il gruppo de Les Indés Radios (un raggruppamento d'interesse economico che riunisce 125 stazioni radio in tutta la Francia), del quale le due stazioni sono membri.

## Identità di TSF Jazz

### Motti
- 1981 - 1990: Votre Radio (La Vostra Radio)
- 1990 - 1992: La proximité citoyenne en Île-de-France (La vicinanza cittadina in Île-de-France)
- 1992 - 1999: On est fait pour s'entendre ! (Si fa per capirsi!)
- 1999 - 2008: La radio Jazz & Infos (La radio Jazz & Info)
- 2008 - 2012: Tout le jazz, Toutes les émotions (Tutto il Jazz, Tutte le Emozioni)
- Since 2012: 24h/24, la seule radio 100% Jazz (24h/24, l'unica radio 100% Jazz)

### Programmazione
Sotto, segue una lista dell'attuale programmazione di TSF Jazz.
- "Autour du Piano": programma di musica di Piano jazz. Ogni venerdì alle 19.
- "Bon Temps Rouler": programma che è trasmesso anche su Jazz Radio, è principalmente Soul e Blues selezionati dal musicista Jean-Jacques Milteau.
- "Coup de Projecteur"
- "Disque du Jour": da lunedì a venerdì, il jazz più nuovo selezionato da presentatori di TSF.
- "Jazz Fan"
- "Jazzlive": ogni sera della settimana alle 21, 40 minuti di un concerto presentato da Jean-Charles Doukhan. Parecchie volte alla settimana, Jazzlive è trasmesso dal vivo da club, teatri o festival di Parigi, della regione dell'Île-de-France e della Provinccia (fuori dall'Île-de-France).
- "l'Apéro-Jazz"
- "Le 10-14"
- "Le 20H"
- "Les Lundis Du Duc": ogni lunedì, alle 19, TSF trasmette dal vivo da Le Duc des Lombards, che è uno dei più grossi jazz club parigini.
- "Matin Jazz": da lunedì a venerdì. Programma di musica jazz del mattino.
- "MiLaRéSolSiMi"
- "Miller Time": il bassista Marcus Miller, che ha lavorato con musicisti jazz come Miles Davis e Herbie Hancock, presenta il suo spettacolo ogni domenica alle 20.
- "Si Bémol & Fadaises"
- "The Jamie Cullum Show": spettacolo principalmente sulla musica jazz, selezionata e presentata da Jamie Cullum. Jamie Cullum presenta anche il suo spettacolo su BBC Radio 2, ogni martedì.[12]

## Area di trasmissione
TSF Jazz trasmette in tutta la Francia in FM sulle seguenti frequenze:
- Amiens: 99,8
- Bourg-en-Bresse: 98,5
- Cannes: 98,1
- Chambéry: 91,4
- Laval: 97,7
- Nevers: 90,2
- Nizza: 98,1
- Orléans: 106,7
- Parigi - Île-de-France: 89,9
- Poitiers: 96,6
- Valence: 89,5

TSF Jazz è disponibile anche su Internet a https://web.archive.org/web/20150324040627/http://www.tsfjazz.com/player.html e via satellite.